# Jörg Jarnut
Jörg Jarnut , né le 1er mars 1942 à Weimar en Thuringe et mort le 6 mars 2023 à  Lippstadt, est un historien allemand dont les travaux portent sur le haut Moyen Âge, et particulièrement sur les Lombards et sur l'histoire institutionnelle, sociale et économique de Bergame du Ve au XIe siècle.

## Biographie
Professeur d'histoire médiévale à l'université de Paderborn de 1983 à 2007, Jörg Jarnut devient en 1999 membre à part entière de la « Commission Historique de Westphalie » (Historische Kommission für Westfalen).

## Publications (sélection)
- Agilolfingerstudien : Untersuchung zur Geschichte einer adligen Familie im 6. und 7. Jahrhundert. Stuttgart, 1986.  (ISBN 3-7772-8613-3)
- Geschichte der Langobarden, Stuttgart, 1982.  (ISBN 3-17-007515-2)
  - trad. italienne : Storia dei Longobardi, Torino, Einaudi, 2002.
- Bergamo 568–1098 : Verfassungs-, Sozial- und Wirtschaftsgeschichte einer lombardischen Stadt im Mittelalter, Wiesbaden, 1979.  (ISBN 3-515-02789-0)
  - trad. italienne : Bergamo 568-1098 : Storia istituzionale, sociale ed economica di una città lombarda nell'Alto Medioevo, Bergamo, Archivio Bergamasco, 1980.
- Prosopographische und sozialgeschichtliche Studien zum Langobardenreich in Italien (568–774), Bonn, 1972.  (ISBN 3-7928-0312-7)

En collaboration avec d'autres historiens :
- Vom Umbruch zur Erneuerung? Das 11. und beginnende 12. Jahrhundert – Positionen der Forschung (en collaboration avec Matthias Wemhoff), Paderborn u.a 2006,  (ISBN 3-7705-4282-7)
- Erinnerungskultur im Bestattungsritual. Archäologisch-historisches Forum (en collaboration avec Matthias Wemhoff), Paderborn, 2003,  (ISBN 3-7705-3861-7)
- Die Frühgeschichte der europäischen Stadt im 11. Jahrhundert (en collaboration avec Peter Johanek), Köln u.a 1998,  (ISBN 3-412-06796-2)
- Karl Martell in seiner Zeit (en collaboration avec Ulrich Nonn et Michael Richter), Sigmaringen, 1994,  (ISBN 3-7995-7337-2)